# TOFU
「TOFU<豆腐>」（とうふ）は、吉幾三のシングルである。2004年4月21日に徳間ジャパンコミュニケーションズ / JAPAN RECORDから発売された。

## 概要
2004年4月 - 5月に、NHKの「みんなのうた」で放送された楽曲。
吉幾三の「みんなのうた」出演は、1987年4月 - 5月放送の「勇気をだして」に次いで2曲目、そして現在のところ最後。
5年後の2009年4月 - 5月に初再放送、そして2017年6月9日・7月7日には「みんなのうたリクエスト」にも放送された。また2023年10月 - 11月でも再放送された。

## 収録曲
- 全作詞・作曲：吉幾三／編曲：野村豊

1. TOFU<豆腐>
2. TOFU<豆腐> (オリジナルカラオケ)
3. TOFU<豆腐> (一般用半音下げカラオケ)
4. 母の高山子守唄
5. 母の高山子守唄(オリジナルカラオケ)
6. 母の高山子守唄(一般用半音下げカラオケ)